# Khánh Bình Tây Bắc
Khánh Bình Tây Bắc là một xã thuộc huyện Trần Văn Thời, tỉnh Cà Mau, Việt Nam.

## Địa lý
Xã Khánh Bình Tây Bắc nằm ở phía tây bắc huyện Trần Văn Thời, có vị trí địa lý:
- Phía đông giáp xã Trần Hợi và huyện U Minh
- Phía tây giáp Vịnh Thái Lan
- Phía nam giáp xã Khánh Bình Tây
- Phía bắc giáp huyện U Minh.

Xã Khánh Bình Tây Bắc có diện tích 95,64 km², dân số năm 2022 là 19.765 người, mật độ dân số đạt 206 người/km².

## Hành chính
Xã Khánh Bình Tây Bắc được chia thành 13 ấp: 1, 2, 3, 4, 5, Kinh Dớn, Mũi Tràm, Mũi Tràm A, Mũi Tràm B, Mũi Tràm C, Sào Lưới, Sào Lưới A, Sào Lưới B.

## Lịch sử
Ngày 25 tháng 6 năm 1999, Chính phủ ban hành Nghị định số 42/1999/NĐ-CP về việc thành lập xã Khánh Bình Tây Bắc trên cơ sở có 9.864 ha diện tích tự nhiên và 17.212 người của xã Khánh Bình Tây.

## Kinh tế
Cũng như các khu vực khác ở Cà Mau, xã này có địa hình chủ yếu là kênh rạch chằng chịt, nước lợ. Giao thông thủy thịnh hành. Ngành nghề chủ yếu là đánh bắt thủy hải sản và nuôi trồng thủy sản nước lợ như: cua, tôm sú, tôm càng xanh,...